# Brandkatastrophe in Bukarest 2015

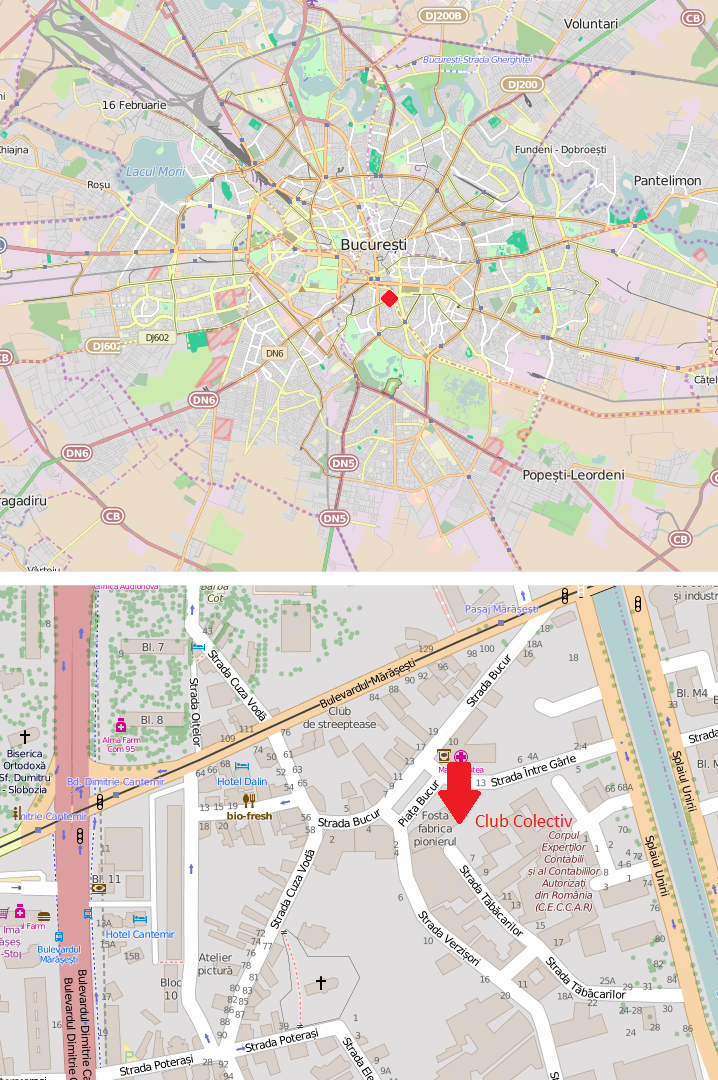
Lage des Clubs Colectiv in Bukarest

Die Brandkatastrophe in Bukarest 2015 ereignete sich am 30. Oktober in der Strada Tăbăcarilor 7. Durch ein Feuer und eine Massenpanik im Nachtclub Colectiv wurden 64 Menschen getötet und 147 teilweise schwer verletzt.
Zum Zeitpunkt des Brandes stellte die Metalcore-Band Goodbye to Gravity vor rund 400 Gästen ihr neues Album vor. Der Nachtclub nutzte für das Bühnenprogramm offenbar nicht genehmigte Pyrotechnik und erfüllte die grundlegenden Sicherheitsvorschriften nicht.
Von den 64 Opfern starben 28 am Brandort und 36 in Kliniken. Wie sich im Zuge von Ermittlungen Monate später herausstellte, waren zahlreiche Opfer nicht infolge des Brandes, sondern an MRE-Keimen im Krankenhaus gestorben, da der führende rumänische Pharmahersteller die eingesetzten Desinfektionsmittel bis zur Wirkungslosigkeit verdünnt hatte.

## Hergang und Opferzahlen
Laut Augenzeugen-Berichten steckten gegen 22:30 Uhr Feuerwerkskörper der Bühnenshow eine Säule in Brand, die ein Wachmann vergeblich zu löschen versuchte. Von da aus breitete sich das Feuer auf die Decke und die Wände aus. Daraufhin sei es zu einer Massenpanik gekommen, weil zunächst nur einer von zwei Ausgängen des Nachtclubs passierbar gewesen sei. Infolge der Rauchentwicklung kam es bei vielen Gästen zum Herz- und Atemstillstand. Unter den Schwerverletzten befand sich der Sänger Andrei Găluț von Goodbye to Gravity; die beiden Gitarristen Vlad Țelea und Mihai Alexandru, sowie der Schlagzeuger Bogdan Lavinius und der Bassist Alex Pascu kamen durch den Brand ums Leben. Unter den Opfern befanden sich zudem der Musik-Produzent und Musiker Adrian Rugină der Folk-Rock-Band Bucium, die Architektin Cătălina Ioniță, der Gitarrist der Rock-’n’-Roll-Band Up to Eleven Laurențiu Vârlan, der Bildredakteur bei Televiziunea Română Marius Rușitoru und der Blogger und Fotograf Claudiu Petre. Mindestens 21 Verletzte wurden in andere europäische Länder zur Behandlung geflogen.

## Reaktionen

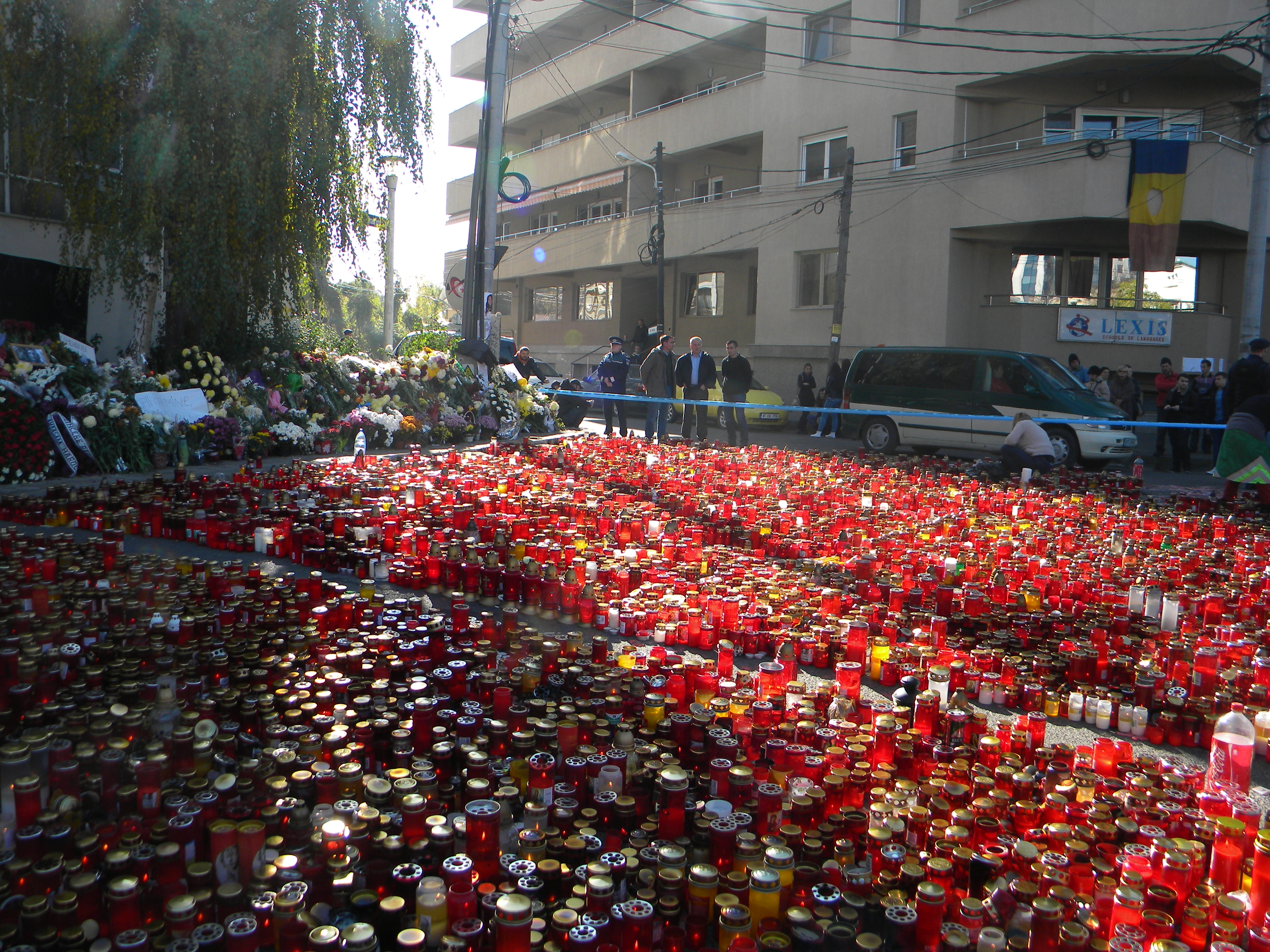
Kerzen am Klub Colectiv im Gedenken an die Opfer der Katastrophe

Der rumänische Notfallkoordinator Raed Arafat sprach von der „schlimmsten derartigen Tragödie“, die sich je in Bukarest zugetragen habe. Staatspräsident Klaus Iohannis schrieb auf Facebook, er sei „erschüttert“ und dass es sich „um einen sehr traurigen Moment für unsere Nation“ handele. Premierminister Victor Ponta brach eine Reise nach Mexiko ab und kehrte zurück nach Bukarest. Die Regierung ordnete eine dreitägige Staatstrauer an. Am 4. November erklärte Ponta sowohl seinen Rücktritt als auch den seines Kabinetts, nachdem es am Vorabend in Verbindung mit der Brandkatastrophe zu massiven Protesten der Bevölkerung gegen die Regierung gekommen war. Alleine in Bukarest klagten etwa 25.000 vorwiegend junge Demonstranten die Politiker an, durch die Korruption in Rumänien und deren Duldung die Tragödie mitverschuldet zu haben.

## Ermittlungen
Die Staatsanwaltschaft in Bukarest leitete Ermittlungen gegen die Organisatoren des Konzertes und die Klubbetreiber wegen vorsätzlicher Tötung ein. Zudem solle geprüft werden, ob ein Notfall- und Evakuierungsplan vorlag. Hauptanteilseigner des Klubs ist der Bukarester Eventmanager Alin Anastasescu. Medienberichten und ersten Ermittlungen zufolge hatten die Betreiber beim zuständigen Bezirksamt die Zahl der Plätze mit 80 angegeben und hierfür eine Zulassung erhalten, jedoch befanden sich beim Konzert mindestens 300 Personen im Klub. Der Klub verfügte weder über eine feuerfeste Einkleidung seiner hochentzündlichen Schalldichtung noch über eine Sprinkleranlage oder eine Genehmigung für Pyrotechnik. Der einzige Ein- und Ausgang war nur 80 Zentimeter breit. Die offensichtlichen Mängel hatten bei mehrfachen Kontrollen des Klubs nicht zu seiner Schließung geführt. Nur wenige Tage vor dem Brand erfolgte die letzte polizeiliche Kontrolle.

## Pharmaskandal 2016 um verdünnte Desinfektionsmittel
Nachdem eine auffällig hohe Anzahl der Brandopfer an multiresistenten Keimen gestorben war, konzentrierten sich die Recherchen eines Arbeitskreises aus Investigativreportern auf das Krankenhausumfeld. Dabei stellten sie fest, dass der Konzern Hexi-Pharma, der rumänische Marktführer im Bereich der Sanitätshygiene, schon seit Jahren seine Desinfektionsmittel verdünnt hatte, um die Gewinnspanne zu erhöhen. Das Unternehmen sei bereits 2006 in einen ähnlichen Skandal verwickelt gewesen.
Im April 2016 machte die Reportergruppe die Ergebnisse ihrer Recherchen publik. So seien nachweislich mindestens 13 Patienten aus dem Colectiv-Brand an MRE-Keimen gestorben. Ursächlich seien zu geringe Wirkstoffkonzentrationen in den verwendeten Desinfektionsmitteln gewesen. Das Produkt Hexio-Skin habe weniger als 0,01 Prozent Isopropanol anstelle der auf der Verpackung angegebenen 25 Prozent enthalten, Hexio-Sept AF einen nur fünf- statt 15-prozentigen Anteil an Ammoniumchlorid.
Wie sich weiter herausstellte, war der rumänische Inlandsgeheimdienst SRI den Betrügereien bei Hexi-Pharma schon im Jahr 2012 auf die Spur gekommen und hatte die Behörden von dem Fall in Kenntnis gesetzt, ohne dass diese irgendwelche Maßnahmen eingeleitet hätten.
Am 6. Mai protestierten etwa 500 Menschen in Bukarest gegen Korruption im Gesundheitswesen. Inmitten des Skandals trat am 8. Mai 2016 der rumänische Gesundheitsminister Patriciu Achimaș-Cadariu von seinem Amt zurück.
Am 22. Mai 2016 starb der Inhaber von Hexi-Pharma, Dan Condrea, bei einem Autounfall in der Nähe von Buftea. Zeugen berichteten, das Auto sei von der Straße abgekommen und gegen einen Baum gestoßen, es waren keine Bremsspuren zu erkennen. Die Unfallermittler kamen Wochen später zu dem Ergebnis, dass es sich um einen Selbstmord Condreas gehandelt habe.

## Prozess
Am 16. Dezember 2019 wurden die drei ehemaligen Besitzer des Clubs und 10 weitere Personen zu mehrjährigen Haftstrafen verurteilt. Das Gericht sah es als erwiesen an, dass Brandschutzbestimmungen – teils aufgrund von Korruption – nicht eingehalten wurden. Die höchste Strafe erhielt mit zwölf Jahren und acht Monaten die Besitzerin der Feuerwerks-Firma. Die drei damaligen Besitzer des Clubs wurden zu je elf Jahren und acht Monaten Haft verurteilt. Der damalige Stadtteil-Bürgermeister Cristian Popescu wurde wegen Amtsmissbrauchs bei der Erteilung der Betriebsgenehmigung für den Club zu achteinhalb Jahren Haft verurteilt. Aus dem gleichen Grund wurden drei weitere Rathausbeamte und zwei Mitarbeiter der Feuerwehr zu drei, fünf, sieben, acht sowie neun Jahren und zwei Monaten Haft verurteilt. Auch gegen einen Miteigentümer der Feuerwerksfirma und zwei Angestellte wurden Haftstrafen verhängt.